# Рзаев, Миджан Мамед Рза оглы
Миджан Мамед Рза оглы Рзаев (азерб. Mican Məmmədrza oğlu Rzayev; 10 июля 1912, Ленкоранский уезд — ?) — советский азербайджанский табаковод, Герой Социалистического Труда (1949).

## Биография
Родился 10 июля 1912 года в селе Мусакуча Ленкоранского уезда Бакинской губернии (ныне село в Масаллинском районе Азербайджана).
Участник Великой Отечественной войны.
С 1932 года — звеньевой колхоза имени Чапаева, с 1964 года — звеньевой совхоза имени Чапаева Масаллинского района. В 1948 году получил урожай табака сорта «Трапезонд» 25,1 центнеров с гектара на площади 3 гектара.
Указом Президиума Верховного Совета СССР от 1 июля 1949 года за получение в 1948 году высоких урожаев табака Рзаеву Миджану Мамед Рза оглы присвоено звание Героя Социалистического Труда с вручением ордена Ленина и золотой медали «Серп и Молот».
Активно участвовал в общественной жизни Азербайджана. Член КПСС с 1953 года.
С 1971 года — пенсионер союзного значения.